# Bavinchove
Bavinchove är en kommun i departementet Nord i regionen Hauts-de-France i norra Frankrike. Kommunen ligger i kantonen Cassel som tillhör arrondissementet Dunkerque. År 2022 hade Bavinchove 1 046 invånare.

## Befolkningsutveckling
Antalet invånare i kommunen Bavinchove
| Referens: INSEE |